# Fiat 124 Abarth
 (avril 2023).
Si vous disposez d'ouvrages ou d'articles de référence ou si vous connaissez des sites web de qualité traitant du thème abordé ici, merci de compléter l'article en donnant les références utiles à sa vérifiabilité et en les liant à la section « Notes et références ».
Chronologie des modèles (1971 - 1975)
Fiat 131 Abarth Rally
La Fiat 124 Sport Abarth Rally ou Fiat 124 Abarth est une voiture sportive de course, dérivée de la Fiat 124 Sport Spider, produite par le constructeur italien Fiat et préparée par Abarth, de 1971 à 1975, pour participer aux compétitions automobiles du Groupe 4 du Championnat international des marques.

## Histoire

### Le contexte
Dès l'apparition de la Fiat 124 Sport Spider en 1966, de nombreux pilotes privés couraient et obtenaient des résultats enviables à bord de cette voiture de série à peine modifiée avec un hard top en plastique soudé à la carrosserie, dans de nombreux rallyes internationaux. En considérant la modeste élaboration des voitures qui ne concernait que le moteur, le réglage des suspensions et l'allègement de la carrosserie, les dirigeants de Fiat, qui ont toujours eu à cœur de participer à toutes les compétitions, ont rapidement compris qu'ils disposaient, avec la 124 Spider, d'un potentiel qu'ils pourraient mettre en évidence dans ce domaine.
A l'automne 1969, la direction de Fiat décide de faire préparer par son département courses, 4 voitures pour participer de manière officieuse, au Championnat d'Italie des rallyes et à certaines épreuves du Championnat international des marques.

### Les prototypes FIAT
Les modifications apportées étaient limitées à l'augmentation de la puissance du moteur à 120 ch, ce qui fut suffisant pour faire une apparition très remarquée lors de chaque participation à une course. La voiture remporta même une victoire au Rallye de Monte-Carlo, au Rallye de l'île d'Elbe et remporta le Championnat d'Italie des rallyes, avec l'équipage Alcide Paganelli-Domenico Russo.
A cette époque, le groupe Fiat était présent en Rallye grâce à l'équipe Lancia. Fiat ne disposait pas d'un département Courses suffisamment structuré et important ce qui imposa à la direction une attitude attentiste. Fiat était en négociation pour racheter l'intégralité du constructeur et préparateur Abarth qui disposait d'une équipe Courses très importante. Fiat participa aux épreuves de la saison 1971 avec les mêmes voitures et finalisa l'intégration des structures d'Abarth.

### Les prototypes Abarth
Dès que les équipes Abarth furent intégrées dans la galaxie Fiat, il leur fut confié la réalisation rapide d'une vrai voiture de course à partir de la Fiat 124 Spider.
Les premiers prototypes Abarth, bien que pourvus de nombreuses améliorations et une augmentation de la puissance à 150 ch, restaient encore très étroitement dérivés du modèle de série.
Ce n'est que lors du début de la saison 1972 que l'on vit apparaître officiellement le département courses Fiat "Squadra Corse FIAT" avec la nouvelle "Fiat 124 Abarth" qui gagna 11 des 21 courses, remportant ainsi le Championnat d'Europe des rallyes avec l'équipage Raffaele Pinto-Luigi Macaluso.

### La Fiat-Abarth 124
Au vu du début d'obsolescence de l'ancienne Lancia Fulvia HF et de l'arrêt du développement de la Lancia Stratos, Fiat décida de participer à la saison 1973 en faisant représenter le Groupe Fiat par la "124 Abarth" lors de toutes les compétitions même au niveau mondial.

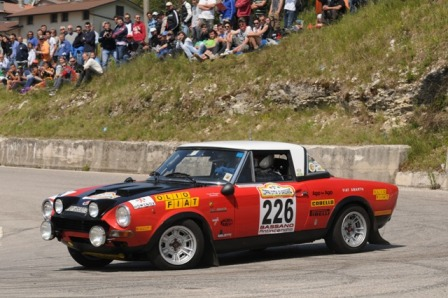
La Fiat 124 Abarth Gr.4 de Guiotto & Ghiraldelli

Lors du Salon de l'automobile de Turin en novembre 1972, Fiat lance la Fiat 124 Abarth et s'engage à construire avant la fin de l'année les 500 exemplaires nécessaires à son homologation dans le Groupe 4 - Grand Tourisme Spécial devenu FIA Groupe B en 1982.
La voiture conserve l'esthétique de la Fiat 124 Sport Spider de série, mais avec une longue liste de modifications qui en faisait un nouveau modèle structurellement parlant. La plate-forme avait été revisitée et renforcée. Toute pièce non indispensable avait été scrupuleusement éliminée pour réduire le poids à vide. Le moteur avait bénéficié d'une forte augmentation de la puissance sans pour autant obérer sa souplesse. Le modèle était proposé à un prix très abordable par rapport à ses concurrentes.

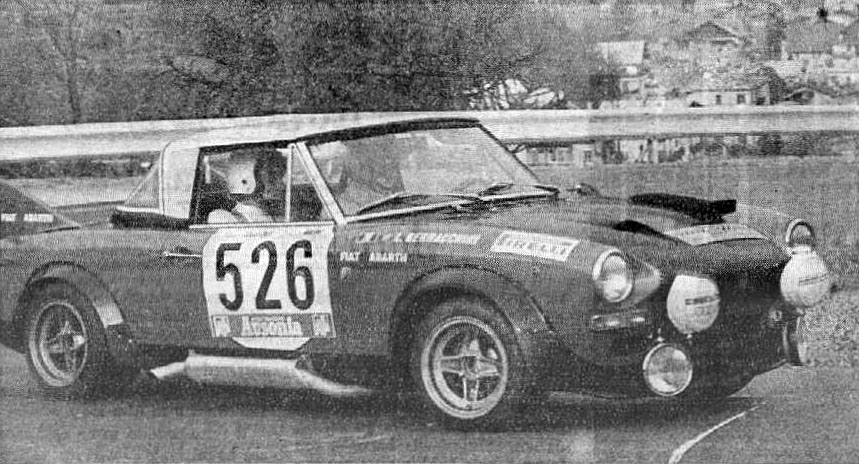
Raffaele Pinto et Arnaldo Bernacchini, Course de côte Cesana - Sestrières, 1973

Beaucoup de préparateurs et d'équipes sportives firent monter les enchères pour obtenir au moins un des rares exemplaires destinés à la vente au point d'obliger Fiat à doubler le nombre d'exemplaires à produire. Au total, ce sont non pas 500 mais 1.013 exemplaires qui seront fabriqués.

## Palmarès

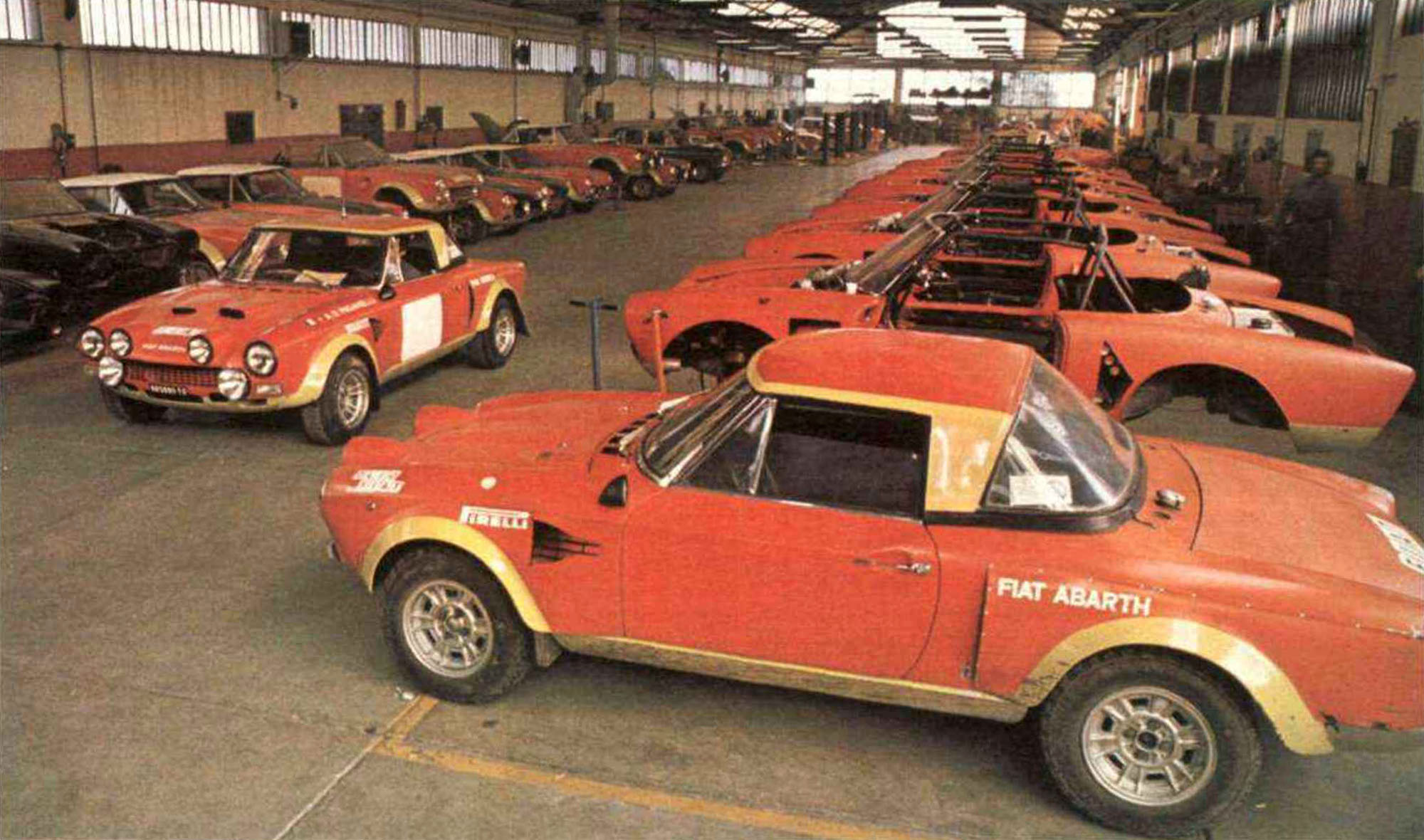
L'atelier du département courses Abarth en Corso Marche à Turin où étaient réalisées les Fiat 124 Abarth Rally (1975)

Au niveau mondial, du Championnat international des marques 1970 au Championnat du monde des rallyes 1975, durant six saisons consécutives, la Fiat 124 Rally a été la voiture de pointe du constructeur italien Fiat, finissant à la seconde place du classement des constructeurs durant quatre saisons consécutives, de 1972 à 1975.
En plus des résultats lors des compétitions mondiales, la Fiat 124 Abarth Rally a remporté à deux reprises le Championnat d'Europe des rallyes, en 1972 et 1975. C'est à la fin de la saison 1975 que la voiture cèdera sa place à la nouvelle Fiat 131 Abarth qui remportera cinq titres mondiaux.
1970
- Championnat d'Italie des rallyes

1972
- Championnat international des marques 1972
- Championnat d'Europe des rallyes avec Raffaele Pinto et Luigi Macaluso

1973
- Championnat du monde des rallyes 1973

1974
- Championnat du monde des rallyes 1974

1975
- Championnat du monde des rallyes 1975
- Championnat d'Europe des rallyes avec Maurizio Verini et Francesco Rossetti
- Championnat d'Italie des rallyes avec Roberto Cambiaghi et Emanuele Sanfront
- Mitropa Cup avec Vanni Tacchini - Gianti Simoni

### Victoires mondiales en rallye
Dans le tableau ci-dessous figurent les résultats des saisons 1970-1972 alors que le Championnat du monde des rallyes s'appelait Championnat international des marques.
| Année                                      | Rallye                      | Pilote         |
| ------------------------------------------ | --------------------------- | -------------- |
| Championnat international des marques 1972 | Rallye de l'Acropole        | Håkan Lindberg |
| Championnat international des marques 1972 | Rallye autrichien des Alpes | Håkan Lindberg |
| Championnat du monde des rallyes 1973      | Rallye de Pologne           | Achim Warmbold |
| Championnat du monde des rallyes 1974      | Rallye du Portugal          | Raffaele Pinto |
| Championnat du monde des rallyes 1975      | Rallye du Portugal          | Markku Alén    |